# Simon II van Lotharingen
Simon II van Lotharingen (circa 1140 - 4 januari 1207) was van 1176 tot 1205 hertog van Opper-Lotharingen.

## Levensloop
Hij was de oudste zoon van hertog Mattheus I van Lotharingen en Judith van Zwaben, dochter van hertog Frederik II van Zwaben. 
Na de dood van zijn vader in 1176 wenste zijn moeder dat zijn jongere broer Ferry I hertog van Opper-Lotharingen zou worden. Hierdoor moest Simon II een assemblee van edellieden bijeenroepen om zijn opvolging te kunnen verzekeren. Dit slaagde, maar hiervoor moest hij de adel wel enkele feodale privileges toekennen. 
Ook schonk Simon II het graafschap Bitche aan zijn jongere broer Ferry I. Ferry was hier echter niet tevreden mee was en kwam in opstand tegen zijn broer. De daaropvolgende oorlog tussen de broers zou drie jaar duren en werd in 1179 met het verdrag van Ribemont afgesloten. Bij dit verdrag kreeg Simon II het zuidelijke Franstalige deel van het hertogdom Lotharingen, terwijl Ferry I het noordelijke Duitstalige deel kreeg. 
Simon II huwde met Ida, dochter van graaf Gerard I van Mâcon en Vienne. Omdat ze geen kinderen hadden, benoemde Simon II zijn neef Ferry II tot zijn opvolger. In 1202 gaf Simon II dan weer het graafschap Vaudémont aan graaf Theobald I van Bar.
In 1205 besloot Simon II af te treden als hertog van Lotharingen, waarna hij zich tot aan zijn dood in 1207 terugtrok in een klooster. De adel van Lotharingen duidde echter niet zijn neef Ferry II maar zijn jongere broer Ferry I aan als hertog van Lotharingen.

## Voorouders
| Voorouders van Simon II van Lotharingen (1140-1207) | Voorouders van Simon II van Lotharingen (1140-1207)                            | Voorouders van Simon II van Lotharingen (1140-1207)                            | Voorouders van Simon II van Lotharingen (1140-1207)                | Voorouders van Simon II van Lotharingen (1140-1207)                | Voorouders van Simon II van Lotharingen (1140-1207)                  | Voorouders van Simon II van Lotharingen (1140-1207)                  | Voorouders van Simon II van Lotharingen (1140-1207)                 | Voorouders van Simon II van Lotharingen (1140-1207)                 |
| --------------------------------------------------- | ------------------------------------------------------------------------------ | ------------------------------------------------------------------------------ | ------------------------------------------------------------------ | ------------------------------------------------------------------ | -------------------------------------------------------------------- | -------------------------------------------------------------------- | ------------------------------------------------------------------- | ------------------------------------------------------------------- |
| Overgrootouders                                     | Diederik II van Lotharingen (1050-1115) ∞ Hedwig van Formbach (voor 1061-1090) | Diederik II van Lotharingen (1050-1115) ∞ Hedwig van Formbach (voor 1061-1090) | ? (-) ∞ ? (-)                                                      | ? (-) ∞ ? (-)                                                      | Frederik I van Zwaben (1050-1105) ∞ Agnes van Waiblingen (1072-1143) | Frederik I van Zwaben (1050-1105) ∞ Agnes van Waiblingen (1072-1143) | Hendrik de Zwarte (1075-1126) ∞ Wulfhilde van Saksen (1072-1126)    | Hendrik de Zwarte (1075-1126) ∞ Wulfhilde van Saksen (1072-1126)    |
| Grootouders                                         | Simon I van Lotharingen (1076-1139) ∞ Adelheid (-)                             | Simon I van Lotharingen (1076-1139) ∞ Adelheid (-)                             | Simon I van Lotharingen (1076-1139) ∞ Adelheid (-)                 | Simon I van Lotharingen (1076-1139) ∞ Adelheid (-)                 | Frederik II van Zwaben (1090-1147) ∞ Judith van Beieren (1100-1130)  | Frederik II van Zwaben (1090-1147) ∞ Judith van Beieren (1100-1130)  | Frederik II van Zwaben (1090-1147) ∞ Judith van Beieren (1100-1130) | Frederik II van Zwaben (1090-1147) ∞ Judith van Beieren (1100-1130) |
| Ouders                                              | Mattheus I van Lotharingen (1110-1175) ∞ Bertha van Zwaben (-1195)             | Mattheus I van Lotharingen (1110-1175) ∞ Bertha van Zwaben (-1195)             | Mattheus I van Lotharingen (1110-1175) ∞ Bertha van Zwaben (-1195) | Mattheus I van Lotharingen (1110-1175) ∞ Bertha van Zwaben (-1195) | Mattheus I van Lotharingen (1110-1175) ∞ Bertha van Zwaben (-1195)   | Mattheus I van Lotharingen (1110-1175) ∞ Bertha van Zwaben (-1195)   | Mattheus I van Lotharingen (1110-1175) ∞ Bertha van Zwaben (-1195)  | Mattheus I van Lotharingen (1110-1175) ∞ Bertha van Zwaben (-1195)  |